# كبلر أوريانا
كبلر أوريانا (بالإسبانية: Kepler Orellana) مواليد 8 أكتوبر 1977 في فنزويلا، هو لاعب كرة مضرب فنزويلي سابق وكان يلعب باليد اليمنى. أعلى تصنيف له في الفردي كان المركز الـ 304 في سنة 1999. أعلى تصنيف له في الزوجي كان المركز الـ 256 في سنة 1999.

## روابط خارجية
- كبلر أوريانا على موقع رابطة محترفي التنس (الإنجليزية)
- كبلر أوريانا على موقع الاتحاد الدولي لكرة المضرب (الإنجليزية)
- كبلر أوريانا على موقع كأس ديفيز (الإنجليزية)
- كبلر أوريانا على موقع خلاصة التنس.كوم (الإنجليزية)